# Улица Кирова (Екатеринбург)

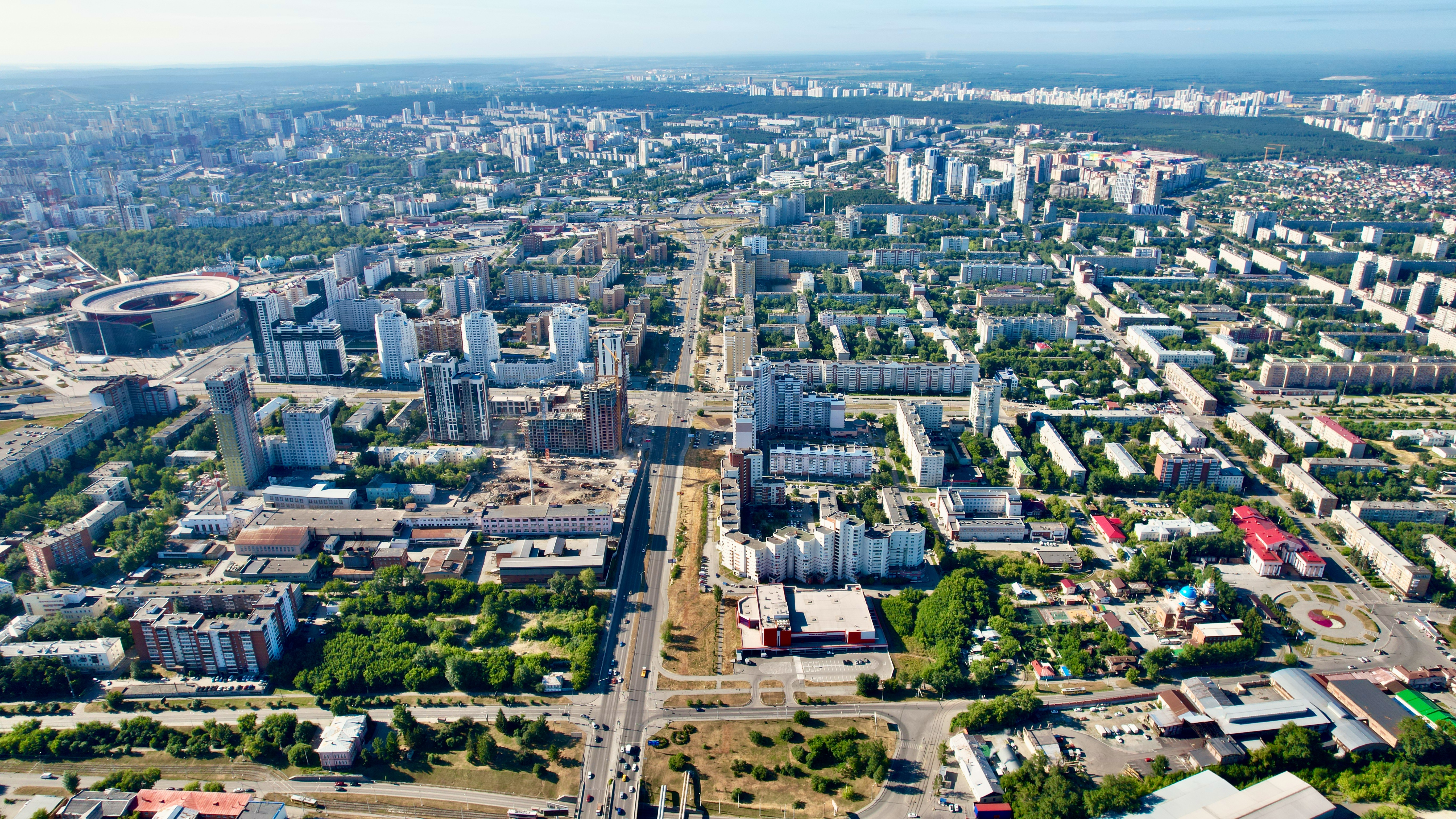
На ближнем плане перекрёсток с улицей Токарей

Улица Ки́рова (прежние названия: Прое́зжая, О́тдыха) — улица в жилом районе «ВИЗ» Верх-Исетского административного района Екатеринбурга, одна из старейших улиц посёлка Верх-Исетского завода.

## Происхождение и история названий
До революции 1917 года улица носила название Прое́зжая, так как по улице можно было проехать с екатеринбургской дороги, ведущей к Верх-Исетскому заводу. В 1921 году улица получила название О́тдыха так как она вела на южный берег Верх-Исетского пруда, служившего местом отдыха екатеринбуржцев. Своё современное название улица получила в 1939 году в честь советского партийного деятеля Сергея Мироновича Кирова (1886—1934).

## Расположение и благоустройство
Улица Кирова проходит с восток на запад между рекой Исеть и берегом Верх-Исетского пруда и улицами Фролова и Синяева. Улица начинается от пересечения с улицами Мельникова и Крылова у конца Верх-Исетского бульвара и заканчивается у улицы Сварщиков. Пересечений с другими улицами нет. Слева на улицу выходят улицы Токарей, Заводская, Каменщиков, Викулова, справа улица Долорес Ибаррури. На перекрёстке улиц Кирова-Заводская находится площадь Субботников.
Протяжённость улицы составляет около 1700 метров. Ширина проезжей части — около 7 м (по одной полосе в каждую сторону движения). На протяжении улицы имеется три светофора и один нерегулируемый пешеходный переход. Улица оборудована уличным освещением и тротуарами, но не на всём протяжении.

## История
Улица появилась, по-видимому, ещё в XVIII веке вместе с появлением первых фабрик Верх-Исетского завода, рядом с которым улица непосредственно и проходила. Трассировка улицы показана на плане Екатеринбурга 1788 года.
Застройка на современной улице, главным образом, представлена мало- и среднеэтажными административными зданиями и переоборудованными под таковые, жилая застройка на улице Кирова представлена частными жилыми домами в самом конце улицы у берега Верх-Исетского пруда (район Городского пляжа).

## Примечательные здания и сооружения

### По нечётной стороне

#### Особняк, вторая половина XIX в. (№ 1)

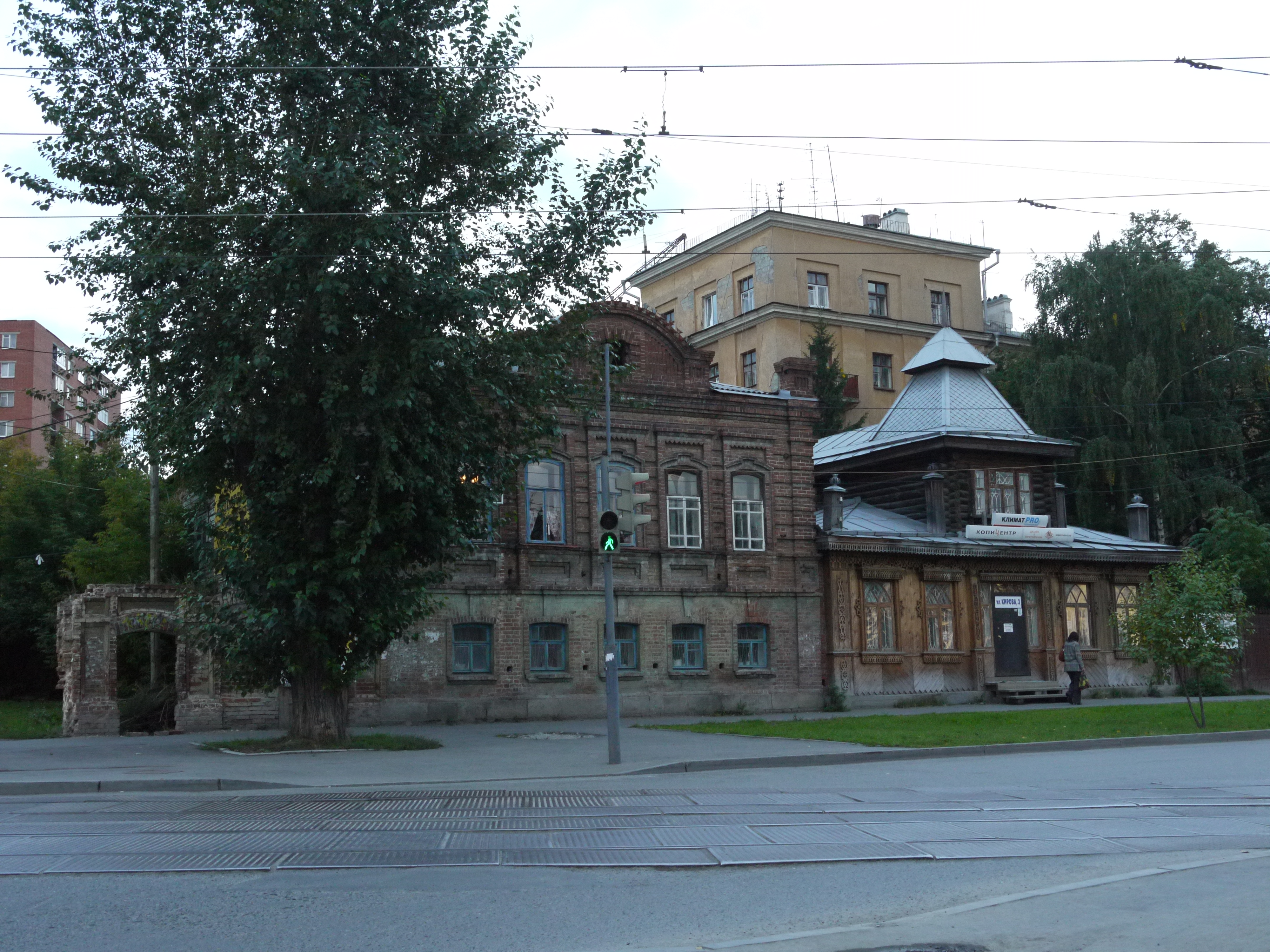
Особняк и примыкающий к нему дом Бревновых

Каменный двухэтажный жилой дом с частью ограды и ворот построен в 1890-е годы, играет важную роль в характеристике исторической застройки Верх-Исетского посёлка. Совместно с домом № 3, пристроенным к нему вплотную, здание образует фрагмент квартала бывшей Проезжей улицы. Авторство не установлено, возможно, автором был техник-чертёжник Е. М. Косяков.
Композиция главного фасада дома является характерной для массовой разновидности «кирпичного» стиля: с помощью декора выделены окна, междуэтажный пояс. Первый и второй этажи контрастируют друг с другом в композиции главного фасада: первый этаж, гладко оштукатуренный, отделён от второго междуэтажным поясом с подоконными филёнками. Окна первого этажа имеют лучковое завершение, выделены клинчатыми камнями. Окна второго этажа имеют лучковую форму и украшены крупными рельефными наличниками. Оформление углов дома выполнено при помощи рустованных лопаток, завершённых по карнизу парапетными столбиками. Фасад по центральной оси здания венчает полукруглой формы фронтон с круглым окошком в тимпане.

#### Дом Бревновых (№ 3)

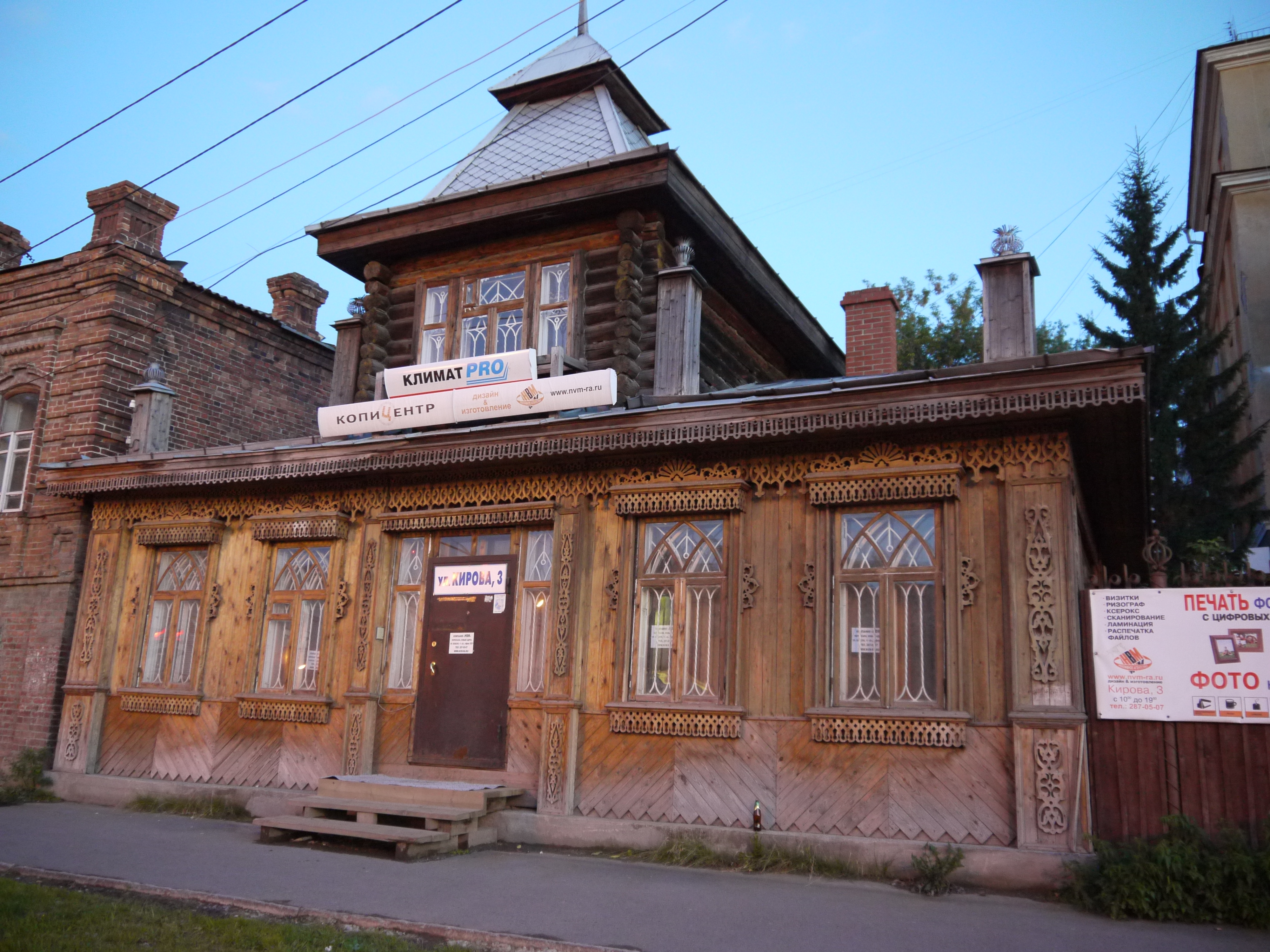
Дом Бревновых

Дом Бревновых — одноэтажный жилой дом с мезонином, с частью ограды и ворот совместно с домом № 1, пристроенным вплотную, образует фрагмент старого квартала Проезжей улицы. По типологическим признакам дом относится к традициям классицистической архитектуры Екатеринбурга первой половины XIX века, точное время постройки дома не установлено. В 1915 году дом был перестроен (архитектор А. Марков), в результате чего он приобрёл черты городского особняка с обильным резным декором главного фасада и декоративной кровлей над мезонином.
Здание является образцом деревянного жилого дома Екатеринбурга 1900—1910-х годов, в котором нашла широкое применение деревянная резьба и «барочные» мотивы декора. В резьбе фасадного убранства использованы шаблоны с орнаментом народного деревянного зодчества, разработанные в мастерской Липатова и украшавшие фасады многих деревянных домов в городе.
Композиционно главный фасад здания является симметричным, центральную ось симметрии определяют главный вход на первом этаже и мезонин. Рисунок декоративного убранства резьбы оконных переплётов содержит мотив стрельчатой арки. Венцом мезонина является карниз большого выноса, завершённый высокой декоративной кровлей с фонарём.

#### Штаб-квартира Екатеринбургского комитета РСДРП(б), где жил в 1906 году Я. М. Свердлов и др. (№ 31)
Полукаменное одноэтажное здание на цокольном этаже, прямоугольное в плане, находится на пересечении улиц Кирова и Токарей, вытянутой стороной расположено вдоль красной линии улицы Кирова. Построено в конце XIX века. В нём в ноябре 1905 года Я. М. Свердлов устроил штаб-квартиру Екатеринбургского комитета РСДРП(б), причиной выбора дома стало нахождение его в посёлке Верх-Исетского завода, где Свердлов с соратниками занимались агитацией среди рабочих. В 1986 году дом был передан «Музею истории партийных организаций Верх-Исетского завода г. Екатеринбурга», просуществовавшему в нём до 1991 года. В 1997 году дом был капитально отремонтирован: с южного фасада пристроена тёплая лестничная клетка, произведена внутренняя перепланировка.
Деревянная часть главного северного фасада (второй этаж) поделена закрывающими торцы сруба лопатками на две части: в две и три оконные оси. Окна прямоугольные, декорированы деревянными резными наличниками, выполненными в упрощённых «барочных» формах. На лопатки нанесён накладной деревянный узор с крупными розетками. Цокольный этаж — каменный, декора не имеет, окна небольшие, почти квадратной формы, с лучковым завершением. Прочие фасады оформлены аналогично.

#### Дом М. М. Сарафанова (№ 63)

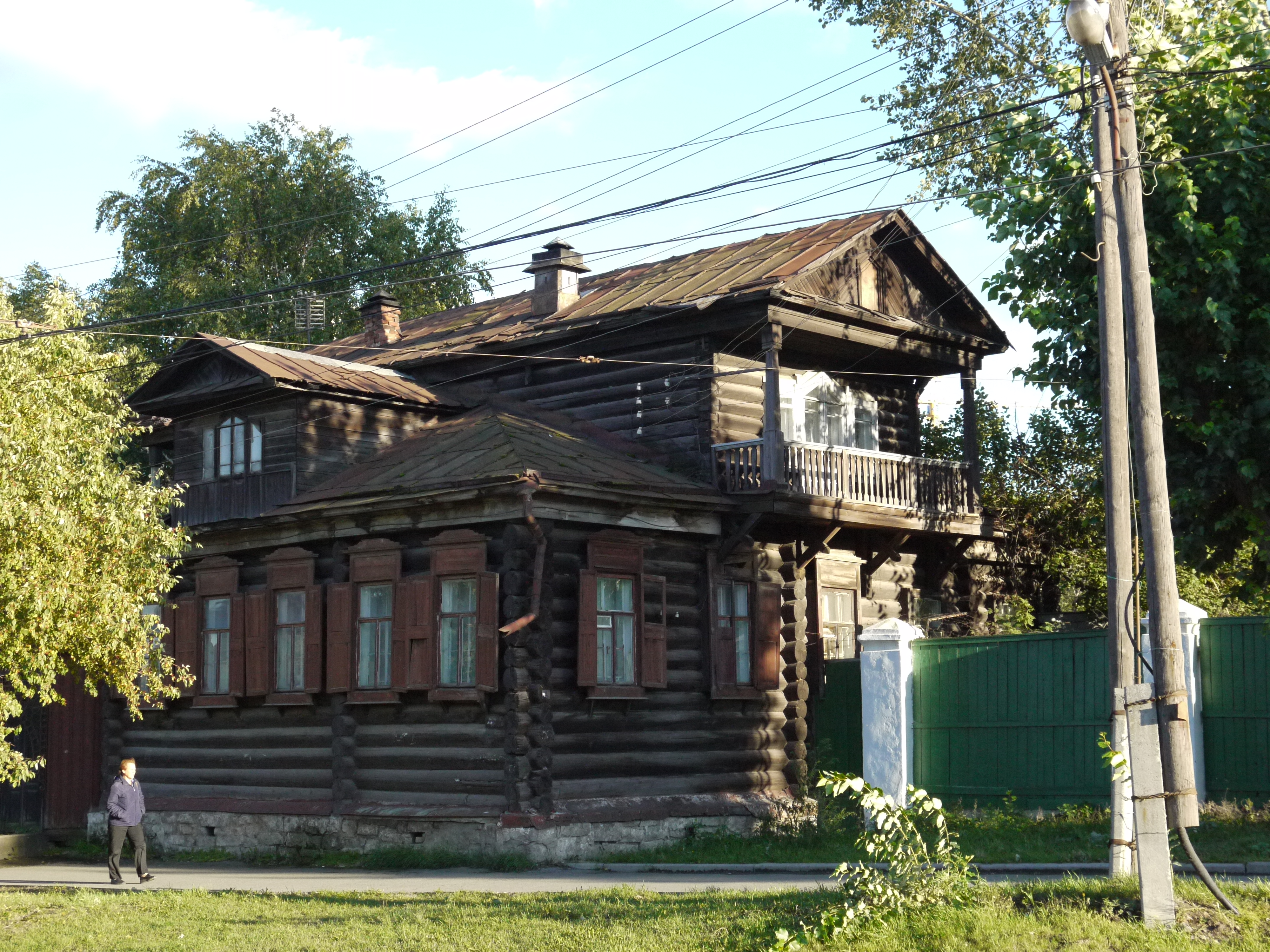
Дом М. М. Сарафанова

Деревянный одноэтажный жилой дом с мезонином и подвалом построен ориентировочно в 1870-е годы артелью местных плотников по заказу бухгалтера Верх-Исетского завода М. М. Сарафанова. В 1890-х годах над домом был надстроен мезонин. Объём дома, почти квадратный в плане, образован пятистенным срубом с прирубленными к нему верандой и сенями. Главный северный фасад имеет симметричную композицию, центральная ось фасада подчёркнута мезонином с треугольным фронтоном.

#### Церковь Успения Богоматери (№ 65)
Успенская церковь была построена на месте деревянного храма с таким же названием в 1831—1838 годах, архитектор М. П. Малахов. Является образцом русского классицизма. Находится в повышенной части рельефа, поднимающегося от реки Исети и выше прибрежной части с постройками Верх-Исетского завода. В силу своего месторасположения церковь играла значительную роль в предзаводской площади Верх-Исетского завода (ныне площадь Субботников), занимала её восточную сторону. Крупный объём церкви и узловое положение в застройке уравновешивает здание Дома культуры ВИЗа. Церковь доминирует в пространстве прилегающих кварталов, включая заводские корпуса и главную проходную.
Во второй половине XIX века церковь Успения Богоматери подверглась перестройке в стиле эклектики. В XX веке подверглась полной реконструкции. Были утрачены портики, колокольня, купол, четыре угловые главки, изменены фасады. От первоначальной постройки сохранились лишь фрагменты, самый значительный из которых — барабан купола, прорезанный 12 прямоугольными проёмами, которые оформлены пилястрами и сандриками. Профилированная тяга соединяет подоконные плиты, барабан завершается профилированным карнизом с фризовой частью, украшенной лепным орнаментом.
В плане храм представляет собой прямоугольник, охватывающий храмовую часть и алтарь. Центр храма выделен четырьмя крестообразными опорами, несущими паруса, поддерживающие барабан. Интерьеры храма не сохранились, кроме оформления купольной ротонды, прямоугольные проёмы которой продолжены вниз светоовдами и по сторонам оформлены пилястрами с каннелюрами на пьедесталах.

#### Здание общественное (№ 2)

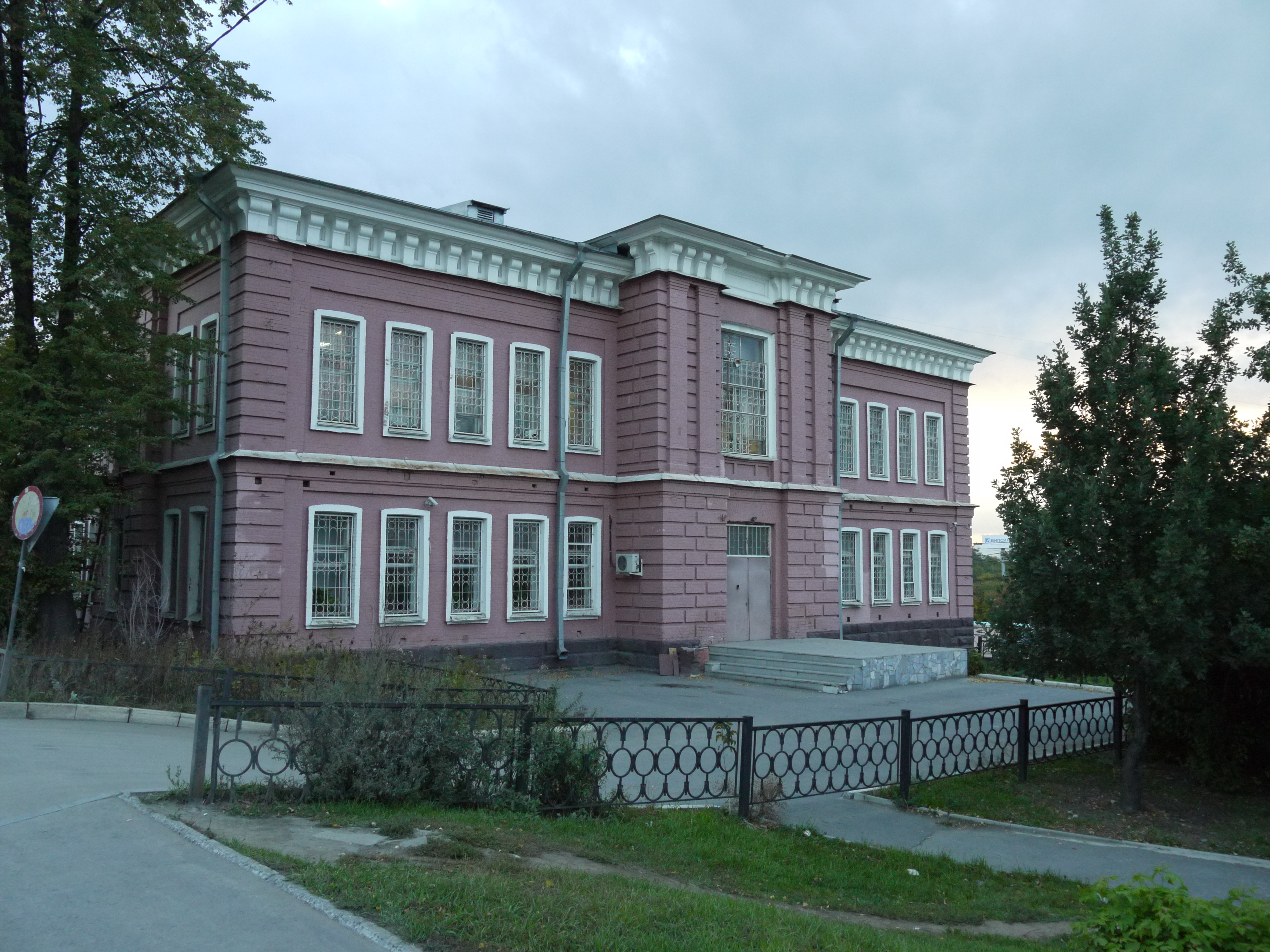
Здание суда ул. Кирова, д. 2

## Транспорт

### Наземный общественный транспорт
На улице находятся остановки общественного транспорта «Кирова» и «ВИЗ»:
- Остановка «Кирова»:

Автобус: № 61;
Трамвай: № 2, 3, 6, 7, 10, 13, 18, 19, 21, 23;
Маршрутное такси: № 011, 014.
- Остановка «ВИЗ»:

Автобус: № 43;
Трамвай: № 1, 2, 3, 11, 18, 19;
Маршрутное такси: № 07, 019, 038.

### Ближайшие станции метро
Действующих станций метро поблизости нет. В 500 метрах к югу от места пересечения улиц Кирова и Токарей планировалось открыть станцию 2-й линии Екатеринбургского метрополитена  «Татищевская». Однако из-за отсутствия финансирование строительство отложено на неопределённый срок.